# Салмама I
Абд аль-Джал Салмама I  (*д/н — 1210) — 16-й маї (володар) імперії Канем в 1182—1210 роках.

## Життєпис
Походив з династії Сейфуа. Син маї Абдали I та доньці шейха з племені дібірі. Для зміцнення свого становища пошлюбив Магомі далауа, доньку свого стрийка. 1182 року посів трон. Відновив активну зовнішню політику, розширивши межі держави.
Помер 1210 року. Йому спадкував син Дунама II.